# Valle de Valdebezana
Valle de Valdebezana è un comune spagnolo di 477 abitanti situato nella comunità autonoma di Castiglia e León.

## Località
Il comune comprende le seguenti località:
- Argomedo
- Arnedo
- Bezana
- Castrillo de Bezana
- Cilleruelo de Bezana
- Cubillos del Rojo
- Herbosa
- Hoz de Arreba
- Montoto
- Pradilla de Hoz de Arreba
- Quintanaentello
- Quintanilla de San Román
- Riaño
- San Vicente de Villamezán
- Soncillo (capoluogo)
- Torres de Abajo
- Villabáscones de Bezana
- Villamediana de San Román
- Virtus